# Аризема сомалийская
Аризе́ма сомали́йская (лат. Arisaema somalense) — многолетнее вечнозелёное травянистое растение, вид рода Аризема (Arisaema) семейства Ароидные (Araceae).
Вид назван по месту произрастания.

## Ботаническое описание
Травянистые растения до 60 см высотой.

### Листья
Лист один, окружённый двумя продолговато-ланцетовидными катафиллами. Черешки зелёные без пятен, вложенные во влагалища, формирующие короткий ложный стебель, со свободной верхушечной частью 12—19 см длиной. Листовая пластинка пальчатораздельная, в очертании почковидная, из (3)5—7 листочков; листочки широкоэллиптические, 10—17,5 см длиной, 4—10,5 см шириной, заострённые, в основании клиновидные, с цельными краями; центральный листочек наибольший.

### Соцветия и цветки
Соцветие выше листьев. Цветоножка со свободной частью 15—24 см длиной. Покрывало 10,5—14,5 см длиной, зелёное снаружи, белое внутри. Трубка цилиндрическая, сверху сжатая, 3,5—5 см длиной и 1,6—2,5 см в диаметре, зелёная. Пластинка овальная, в основании сжатая, 7—9,5 см длиной и 3,2—7,2 см шириной, белая, часто отогнутая назад.
Початок 5—8 см длиной, длиннее трубки покрывала, мужской или двуполый. Двуполый початок обычно с короткой зоной мужских цветков, расположенной выше женской зоны; стерильный придаток от полуцилиндрического до немного конического 1,4—2,7 см длиной, 0,4—0,7 см в диаметре, округлённый на вершине, в основании постепенно сужающийся, бледный; репродуктивная часть 3—6 см длиной, 0,6—1 см в диаметре; цветки от тесно расположенных до более-менее редких; мужские цветки обычно состоят из двух тычинок; пыльники, вскрывающиеся наклонными верхушечными разрезами; пестики формы фляги, 2,5—3 мм в длиной; рыльце головчатое.

## Распространение
Встречается в Африке (Северо-Восточный Сомали).